# Shepherd’s Pie

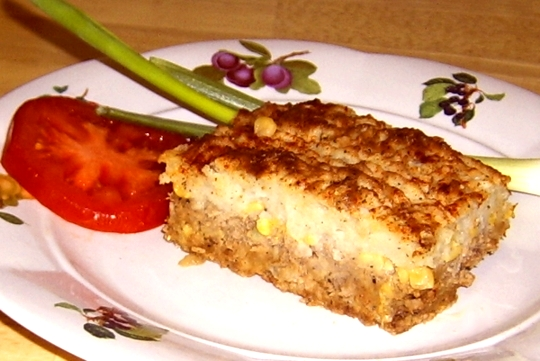
Shepherd’s Pie

Shepherd’s Pie ist ein traditionelles Gericht der britischen und irischen Küche. Es entstand gegen Ende des 18. Jahrhunderts als Resteessen nordenglischer Schafhirten, die Lammfleisch bevorzugten, zusammen mit der Verfügbarkeit von Kartoffeln aus der Neuen Welt. Der ebenfalls traditionelle Cottage Pie, in Irland auch als pióg an aoire bekannt, wird mit Rinderhackfleisch zubereitet.

## Zusammensetzung
Der Shepherd’s Pie besteht grundsätzlich aus zwei Schichten; die untere besteht aus Hackfleisch, die obere aus pürierten oder sehr fein geriebenen Kartoffeln. Das Hackfleisch ist üblicherweise Lammfleisch (daher der Name „Schäferpastete“), allerdings wird diese Speise gerne auch aus Fleischresten des Sonntagsbratens (Sunday roast) hergestellt.
Für die Fleischschicht wird üblicherweise das Hackfleisch zusammen mit feinen Zwiebelwürfeln in der Pfanne angebraten, anschließend lässt man es in der Brühe köcheln. Gerne werden auch andere Zutaten dazu gegeben wie zum Beispiel Knoblauch, gehackte Karotten, Erbsen oder anderes Gemüse sowie Kräuter wie Rosmarin oder Oregano. Oft wird auch Tomatenmark verwendet, seltener Wein.
Die obere Schicht besteht aus Kartoffelpüree, dem Butter und manchmal auch Käse beigegeben wird. Zur Dekoration kann diese Schicht auch mit der Spritztüte auf die Fleischschicht aufgetragen werden. Manchmal wird zuletzt obenauf noch eine dünne Käseschicht aufgestreut. Der „Kuchen“ wird danach im Ofen gebacken, bis er oben goldbraun und leicht knusprig wird.

## Variationen
- Das gleiche Gericht mit Fisch anstelle des Fleischs wird „Fisherman’s Pie“ genannt oder, wenn es in einer Sahnesoße serviert wird, auch „Admiral’s Pie“.
- In Australien wird häufig ein industriell vorbereiteter Hackfleischteig verwendet, mit Kartoffelpüree bedeckt wird er dort „Potato Pie“ genannt, in Neuseeland spricht man von „Potato Top Pie“.
- Die nordamerikanische Variante heißt „Chinese Pie“ oder „Cowboy Pie“. Hier wird allerdings zwischen Fleisch und Kartoffel noch eine Schicht aus Mais und Ketchup eingefügt. Im französischsprachigen Kanada heißt diese Variante „Pâté chinois“ (dt.: Chinesische Pastete) und gilt als Nationalgericht Quebecs. Oft wird der Mais auch durch Erbsen und Karotten ersetzt.[4] Im Nordosten der USA werden oft grüne Bohnen statt Mais als Zwischenschicht eingefügt. Die „Mittlerer-Westen“-Version wird mit einer Zwischenschicht aus Pilzsoße und grünen Bohnen zubereitet und länger im Ofen gelassen.
- Bei der vegetarischen Variante des „Shepherd’s Pie“ wird an Stelle der Fleischschicht eine Lage aus dicken Bohnen oder anderen stark proteinhaltigen Gemüsen verwendet.
- „Hachis parmentier“ (dt.: „Hackfleisch Parmentier“, benannt nach dem Initiator und Förderer des französischen Kartoffelanbaus Antoine Parmentier) ist ein beliebtes französisches Essen, das dem Shepherd’s Pie sehr ähnlich ist. Es wird üblicherweise zuhause zubereitet, in Restaurants ist es eher selten zu finden. Auch hier wird gerne Übriggebliebenes verwertet.